# Grand Theft Auto: The Lost and Damned
Grand Theft Auto: The Lost and Damned је прва од две епизодне експанзије игре Grand Theft Auto IV, направљена за рачунар, PlayStation 3 и Xbox 360. Прво је изашла за Xbox 360, 17. фебруара 2009. године, а за остале две платформе изашла је током 2010. године. Игра је треће експанзијско паковање у Grand Theft Auto серијалу (прво је било GTA: London, 1961), и дванаесто издање серијала укупно.
Радња се догађа паралелно с радњом Grand Theft Auto IV, а главни лик је Џони Клебиц, потпредседник мотоциклистичке банде Изгубљени (енгл. The lost), која се појављује у више наврата у радњи Grand Theft Auto IV. Велики део догађаја из Grand Theft Auto IV се спомиње или је приказан из Џонијеве перспективе, јер Џони учествује у тим догађајима (најчешће са Ником Белићем) или у догађајима који су уследили. У радњи игре приказана је потпуно друга страна Liberty Citya; приказана је похлепа банде бајкера за већом улогом у свету криминала и њихово излагање трговини дрогом, као и сукови унутар банде, који су коначно довели и до пропасти банде на источној обали. У Grand Theft Auto IV, пет година касније, већина оригиналних чланова банде, који су се у међувремену преселили на западну обалу, буду убијени. У игри је још више наглашен аспект Liberty Citya, као града сиромаштва, криминала и порока, где мало ко може да успе.

## Радња игрице
Џони Клебиц, потпредседник мотоциклистичке банде Изгубљени, вози се са осталим члановима банде улицама Алдернеја; на улици се појављује Нико Белић који се свађа са пролазником док банда пролази поред њега. У седишту клуба у предгађу Актер, чланови банде дочекују свога председника, Билија Греа, који се вратио са одвикавања од хероина. За време Билијеве одсутности, Џони је водио банду решавајући проблеме које је Билли створио својим вођењем и склапајући примирја са другим бандама, укључујући и њихове главне ривале, моћну мотоциклистичку банду Анђеле смрти (енгл. Angles of death), продавши им Билијев мотор. Билију се то не свиђа, па присиљава Џонија да са њим оде и врати његов мотор, Међутим, од бајкерског механичара сазнају да су га Анђели смрти одниели у своје седиште у Алгонквин. Били и Џони се упуте тамо, и врате мотор, убивши велик број чланова противничке банде. Тај сукоб поновно активира жестоки рат између две банде, који се кроз целу игру манифестује великим бројем убијених и крађама дроге и мотоцикала.
Пријатељство између Билија и Џонија бива нарушено њиховим неслагањем о начину вођења банде. Док Џони сматра да треба избегавати сукобе са другим бандама, јер је то испод њиховог нивоа и онемогућава им напредовање у озбиљном послу, Били је веран старом начину улажења у ратове и стварања хаоса. Осим тога, банди стварају проблеме и представници закона, поготово корумпирани полицајци, који их стално угњетавају, као и савезни агенти, који су им на трагу због сумњи у операције са дрогама унутар банде. Такође, једног од чланова банде, Џејсона Михаелса, убија плаћени убица (заправо Нико Белић) јер је виђао са кћерком Михаила Фаустина. Џони се успешно бори против Анђела смрти уз помоћ својих најбољих пријатеља и искусних чланова банде, Џима Фичгералда, Терија и Клаја. Ускоро Били и остатак клуба нападају седиште Анђела смрти, окрививши њих за Џејсонову смрт, а заправо иза свега тога стоји Билијев план, да се докопа велике количине њиховог хероина. Јохннy невољко пристаје, те се они одвезу натраг до куће клуба.
Џони почиње да ради за Елизабету Торес, порториканску дилерку дроге која га запосли на препродаји украденог хероина у Дукесу заједно са Ником Белићем и Плејбој Икс-ом. Договор је заправо велика инкогнито акција Анђела смрти и Управе за сузбијање дроге, па се Џони извуче са дрогом, док Нико Белић и Плејбој X побегну празних руку. Елизабети прети хапшење, па је због тога параноична и живчана, због чега је Џони присиљен да ради и на њеним пословима транспортовања кокаина (које ометају Анђели смрти), заједно с Малком и ДеСеаном, члановима афроамеричке мотоциклистичке банде Градски возачи (енгл. Uptown rides). Џони са аеродрома доводи Елизабетину пријатељицу из Порторика, Марту, која је у земљу прокријумчарила велику количину кокаина. У последњем телефонском позиву од Елизабете видљиво је како она и Марта панично пуштају кокаин у канализациону цев (касније се преко радија сазнаје да је Елизабета ухапшена и осуђена на затворску казну).
Поред свих послова, Џони ради и за корумпираног конгресмена Томаса Стубса III, што укључује убијање Стубсовог ујака и ослобађање његових пријатеља из затвора. Џони са времена на вриеме из невоља извачи своју бившу девојку Ешли Батлер, која је тешка зависница од метамфетамина. Пре свега је мора спасити од наркомана са којима се дрогирала и није могла да им плати, па су је закључали у стану, а затим, због тога што је Ешли имала дугове код Димитрија Раскалова, отима Романа Белићаа уз Малкову помоћ и они га одводе у складиште са Димитријевим људима (из којег га Нико Белић спаси у Grand Theft Auto IV).
Поред свих недаћа, испостави се да су украдену дрогу Анђела смрти продале кинеске тријаде, па Џони и Били одлуче како би било најбоље да врате хероин тријадама, како би се избегао рат банди. Кад дођу у нови ноћни клуб који се уређује у кинеској четврти и изнесу шефу тријаде своју понуду, он постаје бесан, јер мора откупити своју дрогу и његови људи због тога нападну бајкере. Док се Џони и Џим извлаче из зграде коју су опколиле тријаде, Били бива мистериозно повређен (најверојатније претучен од стране тријада или полиције) и ухапшен. Након Билијевог хапшења, Џони постаје пуноправни председник банде и одлучи да настави савођењем банде нормалним током. Међутим, део чланова банде, окупљен око Брајам Џеремија, који никада није успео да се искаже у банди јер га је Џони сматрао кукавицом, стане на Билијеву страну. Џереми и његова фракција нападну бајкере верне Џонију, па он постаје присиљен да изврши рацију на кућу у којој се скривају Џеремијеви људи, убивши тако велики део издајника. Играч може одлучити хоће ли Џони убити Брајана Јеремyја. Ако га не убије, Џони ће му рећи да напусти град, а Брајан ће се појављивати у игрици и касније, али не као битан лик.
Џони је у међувремену почео да ради за Раја Боћина, високо позиционираног мафијаша породице Пегорино, који му је раније одао Брајанову локацију. Џони помаже Боћину у његовим операцијама са дијамантима, укључујући и крађу дијаманата вредних 2 милиона долара које су хомосексуални власник ноћних клубова Антхонy "Геј Тони" и његов телохранитељ Луис Фернандо Лопез куповали од кувара на броду Платyпус (са којим је Нико Белић стигао у Liberty City). Међутим, ускоро Реј договара продају тих дијаманата банди јеврејских дилера дијаманата у музеју Либертониан, за коју задужи Џонија заједно са Ником Белићем. Састанак саботира Луис Лопез, који убије дилере и украде дијаманте, Нико Белић побегне на једну страну празних руку, а Џони на другу са новцем. Сачувани новац Џони даје Џиму, а када Реј сазна за то, зароби Џима у подруму своје пицерије, где га мучи заједно са једним својим сарадником. Кад Џони дође и види како Рејев сарадним мучи Џима лед-лампом којом му и спржи образ, Џони га у бесу убија. Реј постаје бесан и прети Џонију, док он одлази. Међутим, док се Џони вози улицама на свом мотору, Ешли га мобилним телефоном обавести да је Реј послао своје људе који круже по граду у потрази за њим. Џони зове Терија и Клаја и нареди им да направе заседу, па им се придружи у борби против Рејових људи. Током борбе Џони сазнаје да је клуб у потпуном расулу. Нешто времена након тог догађаја, Џони од Ешли сазнаје да је Џин убијен и прекида односе са њом, сматрајући да му је она упропастила живот.
Убрзо Џони од Стубса сазнаје да се Били Греј укључио у програм заштите сведока и да се спрема да отркије податке о делатностима клуба. Заједно са посчедњим члановима заинтересованим и способним за борбу, Теријем и Клајем, Џони се упути до затвора у који њих тројица провале, узрокујући побуну. Џони убија Билија и заједно са Теријем и Клајем се враћа до куће клуба. Кад виде у каквом им је стању кућа, они је запале. Ускоро Џони увиди како "није предедник ничега осим три члана и спаљене куће клуба" и одлучи одустати од живота криминалца и постати легитиман бајкер. Џони прекида односе са Стубсом, цинично му зажелевши срећу у корумпираном политичком животу, и са Ашли (за коју каже да уништи животе свакоме с којим има икакве везе), која је кренула на одвикавање од дроге (међутим, касније ће се показати како јој одвикавање није успело, па је у Grand Theft Auto IV, пет година касније, Ешли још тежа зависница од дроге).

## Могућности игре
Нова могућност у овој игрици која дотад није била присутна је функција да играч може почети мисију након што ју је изгубио, без преласка целог путовања до места где је изгубио. Играч такође може звати помоћ од осталих чланова банде - Тери, на пример, који долази до Џонијеве локације и уручи му оружје и понуди заштиту, док ће му Клеј директно доставити мотор по избору.
Такође, у игри се јавља велик број нових возила, поготово мотора; додуше, Џони ће се боље сналазити на мотору него у осталим возилима. Осим нових возила, доступна су и нова оружја. Играч може излазити са пријатељима (у овом случају са члановима банде Изгубљени), али ако се напије, то ће престати бити видљиво чим сједне на мотор, за разлику од Grand Theft Auto IV, где постоји могућност вожње у пијаном стању. Велики део објеката из Grand Theft Auto IV није приступачан, на пример продавница одела Персеус. Међутим, играч се може забављати у кући клуба, где може пити, одспавати, одавати почаст погинулим бајкерима или се картати. Након победа у ратовима банди, у сигурној кући ће се стварати оружја, које играч коже да скупи. Игрица је доступна и у мултиплејеру.